# ОАЭ на летних Олимпийских играх 1996
ОАЭ принимали участие в Летних Олимпийских играх 1996 года в Атланте (США) в четвёртый раз за свою историю, но не завоевали ни одной медали.
Самым юным участником сборной был 17-летний Хуватир Аль-Заахири, самым старшим — 39-летний Набиль Абдель Тахлак.
Знаменосцем сборной на церемонии открытия был Набиль Абдель Тахлак.
Четверо спортсменов (все — мужчины) соревновались в 4 видах спорта:

## Лёгкая атлетика
Мухаммад Аль-Асвад (полное имя Мухаммад Джумаа Аль-Асвад Аль-Махион, محمد جمعة الأسود المخيون) — бег на 200 метров, не вышел в финал

## Велоспорт
Али Сайед Дарвиш (علي سيد درويش) — уличная гонка (мужчины, индивидуальный зачёт), не финишировал.

## Стрельба
Набиль Абдель Тахлак (نبيل عبدالتهلك) — пневматическая винтовка, 10 метров: 43 место

## Плавание
Хуватир Аль-Заахири (خويطر الظاهري) — 100 метров вольным стилем: показал время 57.70 и занял 60 место в итоговом общем зачёте.